# Dendrobium glomeratum
Dendrobium glomeratum là một loài thực vật có hoa trong họ Lan. Loài này được Rolfe mô tả khoa học đầu tiên năm 1894.

## Hình ảnh

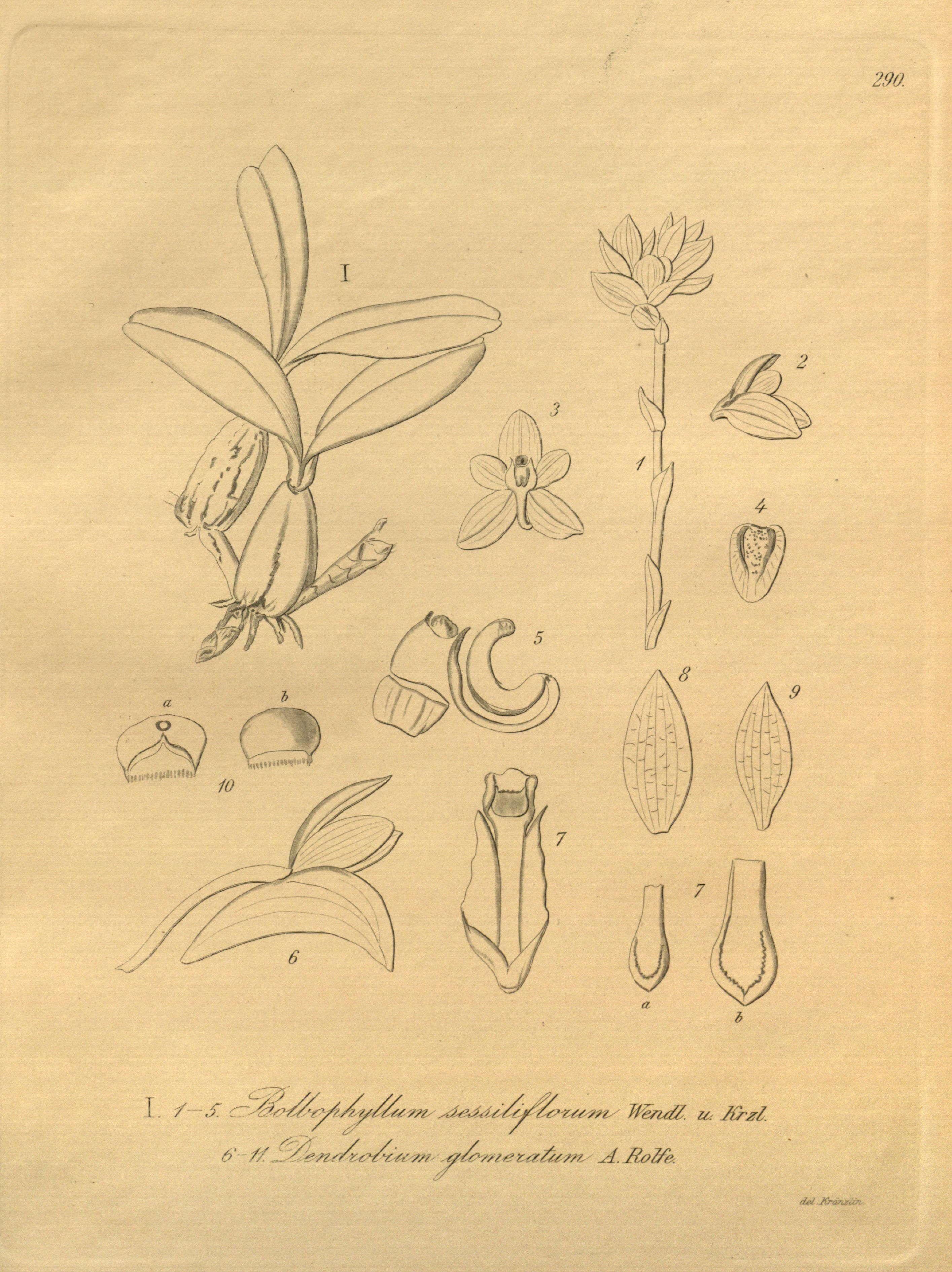